# Аднан Ахмед
Аднан Ахмед (урду عدنان احمد, нар. 7 червня 1984, Бернлі) — пакистанський футболіст, що грав на позиції півзахисника.
Виступав, зокрема, за клуби «Гаддерсфілд Таун» та «Ференцварош», а також національну збірну Пакистану.

## Клубна кар'єра
У дорослому футболі дебютував 2004 року виступами за команду «Гаддерсфілд Таун», у якій провів три сезони, взявши участь у 41 матчі чемпіонату. 
Згодом з 2007 по 2009 рік грав у складі команд «Транмер Роверз», «Менсфілд Таун» та «Порт Вейл».
Своєю грою за останню команду привернув увагу представників тренерського штабу клубу «Ференцварош», до складу якого приєднався 2009 року. Відіграв за клуб з Будапешта наступний сезон своєї ігрової кар'єри.
Протягом 2010—2014 років захищав кольори клубів «Абумослем», «Бредфорд», «Нельсон» та «Дройлсден».
Завершив ігрову кар'єру у команді «Нельсон», у складі якої вже виступав раніше. Повернувся до неї 2014 року, захищав її кольори до припинення виступів на професійному рівні у 2019 році.

## Виступи за збірну
У 2007 році дебютував в офіційних матчах у складі національної збірної Пакистану.
Загалом протягом кар'єри в національній команді, яка тривала 7 років, провів у її формі 27 матчів, забивши 4 голи.